# Restaurace (pohostinství)

Česká dopravní značka upozorňující na blízkost restaurace

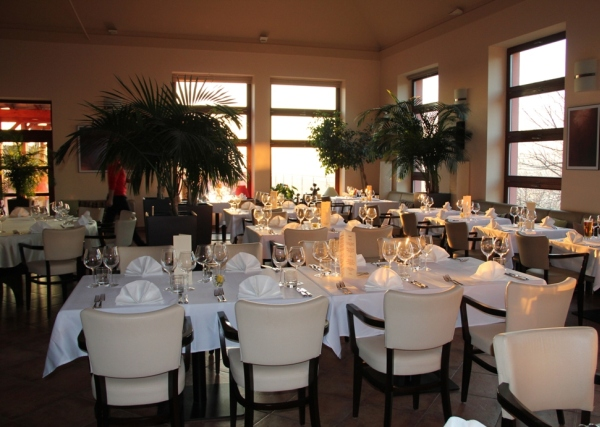
Interiér restaurace hotelu Cvilín v Krnově

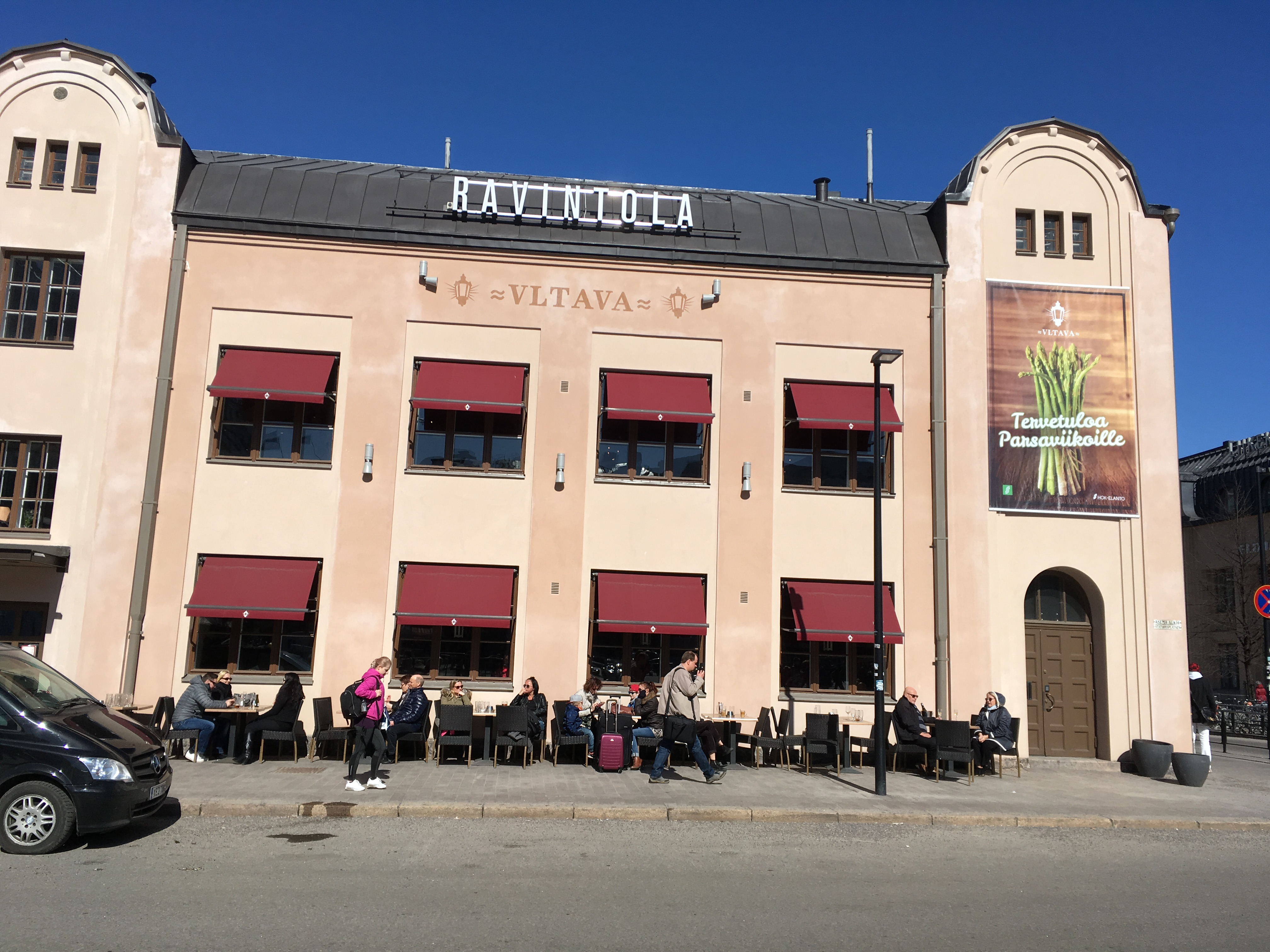
Vltava, česká restaurace v centru Helsinek, hlavního města Finska

Restaurace neboli pohostinství je druh pohostinského podniku, ve kterém jsou poskytovány pokrmy a nápoje ke konzumaci na místě samém. Majitel či provozovatel tohoto pohostinského zařízení se nazývá restauratér.

## Charakteristika
Restaurace má zpravidla otevírací dobu uzpůsobenou dle obvyklých stravovacích návyků. Otvírá se většinou dopoledne kvůli výdeji obědů, druhá špička nastává ve večerních hodinách. Některé restaurace mohou mít určitá pravidla, kterými podmiňují vstup, například povinnost muže mít společenský oblek nebo také kravatu.[zdroj?]
Existují publikace známých organizací jako je Michelinův průvodce (francouzsky Le Guide Michelin) a mnoho internetových stránek, na kterých jsou restaurace hodnoceny podle kvality pokrmů a obsluhy, cen odpovídajících této kvalitě a atmosféry.
V České republice na základě § 8 zákona č. 65/2017 Sb. s účinností od 31. května 2017 se zakazuje „kouřit ve vnitřním prostoru provozovny stravovacích služeb, s výjimkou užívání vodních dýmek“ (odst. 1, písm. k) a elektronických cigaret (odst. 2).

## Označení
Jako symbol restaurací např. na mapách se používají zkřížené příbory, lžíce a vidlička nebo nůž a vidlička.